# Lulu (film, 1980)
Pour les articles homonymes, voir Lulu.
Pour plus de détails, voir Fiche technique et Distribution.
Lulu est un film érotique ouest-germano-franco-italien réalisé par Walerian Borowczyk et sorti en 1980.

## Synopsis
La sensuelle Lulu, d'origine modeste, est mariée au docteur Goll. Entre-temps, la jeune fille noue une relation clandestine avec le peintre Schwartz. Son mari, ayant découvert la trahison, meurt de chagrin.
Lulu épouse Schwartz en secondes noces. Mais, pour retrouver son rang, elle est prête à tout, même à séduire à nouveau d'autres hommes de haut rang.

## Fiche technique
- Titre original et français : Lulu[1],[2],[3]
- Réalisateur : Walerian Borowczyk
- Scénario : Anton Giulio Majano, Géza von Radványi, d'après le roman de Frank Wedekind
- Photographie : Michael Steinke
- Montage : Khadicha Bariha
- Musique : Giancarlo Chiaramello
- Décors : Walerian Borowczyk
- Costumes : Elisabeth Schewe
- Production : Robert Kuperberg, Jean-Pierre Labrande, Ralph Baum, Horst Hächler, Mario Cecchi Gori, Franco Poccioni, Peter Riethof, Elyane Peltier, Felice Colaiacomo
- Sociétés de production : TV 13 Filmproduktion, Capital Film, Medusa Film, Eléphant Production, Whodunit Productions, Péri Productions
- Pays de production :  Italie -  France -  Allemagne de l'Ouest
- Langue de tournage : français
- Format : Couleur par Fujicolor - 1,66:1 - Son mono - 35 mm
- Durée : 95 minutes (1h35)
- Genre : Drame érotique
- Dates de sortie :
  - Italie : mars 1980
  - France : 11 juin 1980
  - Allemagne de l'Ouest : 8 novembre 1980

## Distribution
- Anne Bennent : Lulù
- Michele Placido : Schwartz
- Jean-Jacques Delbo : Dott. Goll
- Hans-Jürgen Schatz (de) : Alwa Schoen
- Bruno Hübner : Schigolch
- Carlo Enrici : Sign. Hunidei
- Udo Kier : Jack l'Éventreur
- Beate Kopp : Baronessa Geschwitz
- Heinz Bennent : Dr. Schoen

## Production
Le long métrage est partiellement inspiré de la pièce de théâtre du même nom et de La Boîte de Pandore (Die Büchse der Pandora, 1902), deux œuvres écrites par Frank Wedekind.
Anne Bennent, la protagoniste du film, n'avait que seize ans lorsqu'elle a travaillé sur le plateau de Borowczyk. Malgré son âge, la jeune fille s'est portée volontaire pour de nombreuses séquences de nudité.
Le père de l'actrice, Heinz Bennent, fait également partie de la distribution.